# پیوندگرایی
در سیاست آمریکا، پیوندگرایی یا فیوژنیسم (به انگلیسی: Fusionism) به معنای ترکیب یا «آمیختگی فلسفی و سیاسی سنت‌گرایی و محافظه‌کاری اجتماعی با آزادی‌خواهی سیاسی و اقتصادی است. این فلسفه بیش از همه به فرانک مایر وابسته است.

## بنیان‌گذاری و موقعیت‌های فکری
فلسفهٔ «پیوندگرایی» اولین‌بار در مجله نشنال ریویو طی دهه ۱۹۵۰ و تحت سردبیری ویلیام اف باکلی جونیور توسعه یافت و بیشتر با طرز تفکر سردبیر وی فرانک مایر شناخته می‌شود. به روایت باکلی، او میان "ترکیبی خارق العاده" از آزادیخواهان، محافظه‌کاران سنتی، ضد کمونیست‌ها و حتی یک آنارشیست" دست به «دلالی» زد تا ایده‌ها و نوشته‌هایی را خلق کند که به ایجاد محافظه‌کاری مدرن منجر شد. وی تلفیق مورد نظر مایر را بهترین راه‌حل برای تعریف محافظه‌کاری دانست.

## تاریخچه سیاسی
اوج پیوندگرایی در زمان ریاست جمهوری رونالد ریگان، که پس از باخت جرالد فورد در انتخابات ۱۹۷۶ جناحهای متفرق‌شده را گرد هم آورده بود، رقم خورد.

## یادداشت
1. ↑  E.J. Dionne, Jr. , Why Americans Hate Politics, New York: Simon & Schuster, 1991, 161
2. ↑  Frank S. Meyer, In Defense of Freedom and Other Essays, Indianapolis, Liberty Fund, 1996
3. ↑  Joseph Rago. "Interview: William F. Buckley, Jr." The Wall Street Journal, November 12, 2005.
4. ↑  William F. Buckley, Jr. Did You Ever See a Dream Walking: American Conservative Thought in the 20th Century (Indianapolis: Bobbs-Merriall Books, 1970), p. xxxiii.